# Малый Седяк
Малый Седяк (баш. Бәләкәй Сиҙәк) — село в Бижбулякском районе Республики Башкортостан Российской Федерации. Входит в состав Зириклинского сельсовета.

## География

### Географическое положение
Расстояние до:
- районного центра (Бижбуляк): 18 км,
- центра сельсовета (Зириклы): 5 км,
- ближайшей ж/д станции (Приютово): 38 км.

## Население
| 2002 | 2009 | 2010 |
| ---- | ---- | ---- |
| 535  | ↗556 | ↘505 |

Согласно переписи 2002 года, преобладающая национальность — чуваши (87 %).